# Hemiphylacus
Hemiphylacus é um género de plantas com flor bulbosas pertencente à família Asparagaceae, com distribuição natural restrita ao México.

## Descrição
O género é um endemismo do México, tendo sido colocado pelo sistema APG III na subfamília Asparagoideae da família Asparagaceae (anteriormente era considerado parte da família Asparagaceae sensu stricto).

## Espécies
O género inclui as seguintes espécies:
- Hemiphylacus alatostylus L.Hern. - Guanajuto, Querétaro, San Luis Potosí
- Hemiphylacus hintoniorum L.Hern. - Nuevo León
- Hemiphylacus latifolius S.Watson - Coahuila
- Hemiphylacus mahindae L.Hern. - Oaxaca, Puebla
- Hemiphylacus novogalicianus L.Hern. - Aguascalientes